# Boran van Perzië

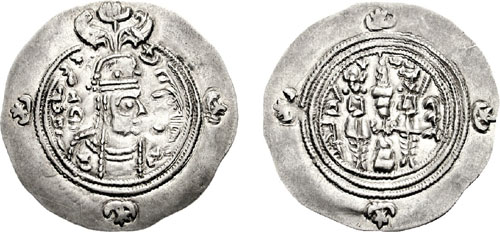
Munt van Boran

Boran van Perzië was een sjahbanu (vrouwelijke sjah) van de Sassaniden, een dynastie die van de 3e eeuw tot 651 over het gebied heerste dat nu Iran is. Ze was een dochter van Khusro II, sjah van 590 tot 628.
Zij was een marionet in de handen van sterke man Farrukh Hormazd alias Hormazd V. Toen zij op de troon werd gezet, heerste er in het Sassaniden Rijk een burgeroorlog (628-632). De Zeven Parthische clans kwamen niet overeen wie over het land mocht heersen. In 631 werd Farrukh Hormazd in opdracht van haar zus Azarmidokht vermoord.
Rostam Farrukhzad, de zoon van Farrukh, nam het heft in handen en liet op zijn beurt Azarmidokht executeren. Piruz Khosrow, de sterke man van de tegenpartij liet op zijn beurt Boran wurgen. Rostam en Piruz gingen samen aan tafel zitten en konden zich vinden in de achtjarige Yazdegerd III als heerser van het land.